# Naohisa Takato
Naohisa Takato (japanska:高藤直寿), född 30 maj 1993 i Shimotsuke i Tochigi prefektur, är en japansk judoutövare. Han tog en bronsmedalj i extra lättvikt vid de olympiska judotävlingarna 2016 i Rio de Janeiro. Vid sommarspelen 2020 i Tokyo tog han en guldmedalj i samma viktklass.
Han har även tagit tre guldmedaljer vid världsmästerskapen 2013, 2017 och 2018 samt en bronsmedalj 2014.